# Украинские Соколы

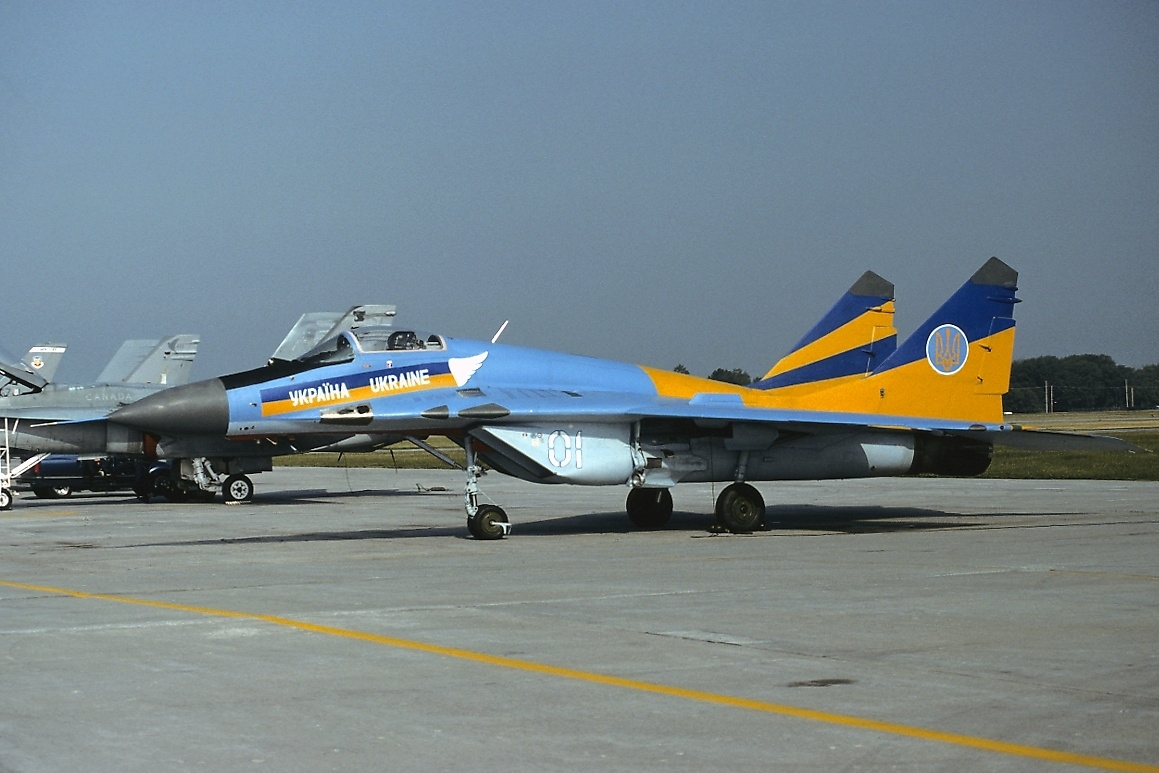
МиГ-29 авиационной группы «Украинские соколы» во время визита в Канаду в 1992 году.

«Украи́нские со́колы» (укр. Українські Соколи, англ. Ukrainian Falcons) — украинская пилотажная группа, выполнявшая высший пилотаж на самолётах МиГ-29.
Группа была создана в 1995 году и состояла из 6 МиГ-29. В 2002 году полёты группы были прекращены, а группа расформирована. Одной из причин данного решения было участие одного члена группы в Скниловской авиакатастрофе.

## История
Идея создания группы возникла в 1992 году, когда состоялись демонстрационные сольные полёты экипажей на истребителях МиГ-29 и МиГ-29УБ в городах Канады и США. Украинские лётчики увидели выступления пилотажных групп ВВС США «Буревестники» на самолётах F-16 и ВМС США «Голубые Ангелы» на самолётах F/A-18A, F/A-18B. Осенью 1995 года было принято решение о создании пилотажной группы «Украинские соколы» в Кировском, на базе лётно-испытательного комплекса Государственного авиационного научно-испытательного центра Вооруженных сил Украины, который расположен под Феодосией. Командиром группы был назначен полковник Виктор Россошанский. В 2002 году группа была расформирована.
28 сентября 2010 года президент Украины Виктор Янукович поддержал инициативу Министерства обороны Украины воссоздать пилотажную группу Военно-воздушных сил Вооруженных сил Украины «Украинские соколы».

### Выступления
В 1996 году «Украинские соколы» начали тренироваться на учебно-тренировочных самолётах Л-39. Начиналось с одиночных полётов, затем парой, а затем и тройкой. На Л-39 отрабатывались фигуры пилотажа, групповая слётанность и нештатные ситуации. В начале лета 1996 году «Соколы» пересели на МиГ-29. 9 мая 1997 года «Украинский соколы» выполнили выступление над аэродромом «Чайка» под Киевом. К тому времени в мире было всего пять групп, которые выступали на боевых самолётах — американские «Буревестники» и «Голубые ангелы», российские «Русские Витязи», «Стрижи», «Небесные Гусары». Остальные пилотажные группы выступали на учебно-боевых самолётах.
В июле 1997 года группа приняла участие в крупнейшем военном авиашоу Air Tatto на базе Фейфорд в Великобритании. В 1999 году группа получила приз за лучший групповой пилотаж в чешском городе Градец-Кралове. Также были выступления на международном авиапредставлении (авиашоу) в Турции. В сентябре 2001 года, группа впервые в истории в один день выполнила два демонстрационных полёта: над набережной Днепра в Кременчуге и над военным аэродромом в Полтаве во время празднования дня города. Последний полёт пилотажная группа «Украинские Соколы» выполнила 5 октября 2001 года, выполнив групповой пролёт вблизи города Саки.

## Лётный состав группы
- Виктор Россошанский — с 1996 года.
- Сергей Дудкин — с 1996 года.
- Павел Королев — с 1996 года.
- Сергей Ковалев — с 1996 года.
- Владимир Топонарь — с 1996 года.
- Эдуард Сотников — с 1996 года.
- Михаил Лампик — с 1998 года.
- Игорь Овчинников — с 1998 года[2]

## Летные происшествия
- Летом 1996 года в процессе отработки пилотажной фигуры «бочка» произошло столкновение двух самолётов, пилотируемых Павлом Королевым и Сергеем Дудкиным. У одной машины было повреждено крыло, а у второй — киль. Мастерство и выдержка лётчиков позволила приземлить оба самолёта.
- В конце 1998 года во время тренировочного полета резко ухудшилась погода, и во время приземления потерпел авиакатастрофу самолёт, пилотируемый полковником Сергеем Дудкиным. Лётчик погиб.
- Бывший член «Украинских Соколов» полковник Владимир Топонарь был командиром экипажа самолёта Су-27УБ, который разбился во время авиационного представления (шоу) на Скниловском аэродроме. Он остался жив, был признан виновным в трагедии и приговорён к длительному сроку заключения — 14 лет.

## Возрождение группы

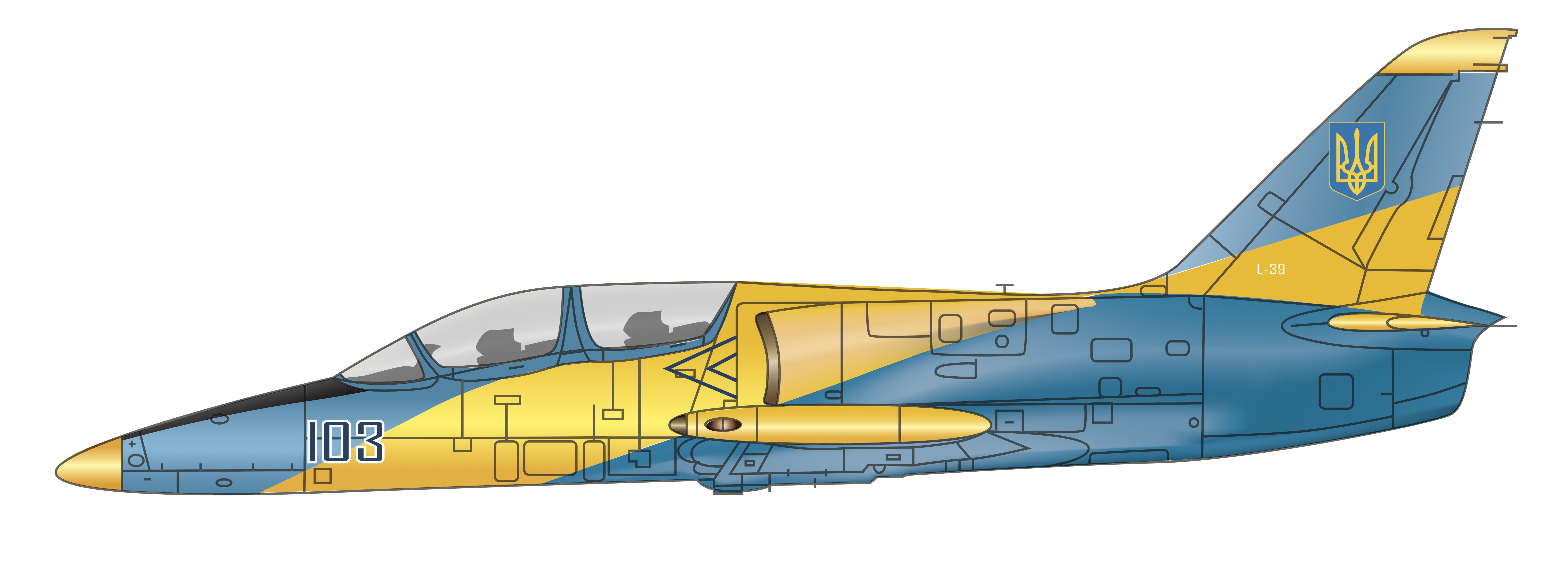
Л-39М1 в новой раскраске группы.

28 сентября 2010 года президент Украины Виктор Янукович поддержал инициативу Министерства обороны Украины возобновить пилотажную группу Военно-воздушных сил Вооруженных сил Украины «Украинские соколы». 25 мая 2011 года на полигоне в/ч А-4465, облетывали пять модернизированных учебно-боевых самолётов L-39, подготовленных для пилотажной группы.

## Дальнейшая судьба истребителей
В 2022-м году в сети появилось видео, на котором виден истребитель МиГ-29 в ливрее «Украинских соколов» с вооружением